# کلینتون (پنسیلوانیا)
کلینتون (به انگلیسی: Clinton) یک منطقهٔ مسکونی در ایالات متحده آمریکا است که در شهرستان الگینی، پنسیلوانیا واقع شده‌است. کلینتون ۴۳۴ نفر جمعیت دارد.